# Torneio de Montreux de 1976
O Torneio de Montreux de 1976 foi a 46.ª edição do Torneio de Montreux.

## Resultados
|   | Equipa      | Pts | J | V | E | D | GM | GS | DG  |
| - | ----------- | --- | - | - | - | - | -- | -- | --- |
| 1 | Espanha     | 10  | 5 | 5 | 0 | 0 | 33 | 7  | 26  |
| 2 | Portugal    | 8   | 5 | 4 | 0 | 1 | 21 | 6  | 15  |
| 3 | Alemanha    | 6   | 5 | 3 | 0 | 2 | 20 | 15 | 5   |
| 4 | Itália      | 4   | 5 | 2 | 0 | 3 | 16 | 21 | -5  |
| 5 | Montreux HC | 1   | 5 | 0 | 1 | 4 | 11 | 31 | -20 |
| 6 | Holanda     | 1   | 5 | 0 | 1 | 4 | 11 | 32 | -21 |

|             | Suíça | Itália | Espanha | Portugal | Países Baixos | Alemanha |
| ----------- | ----- | ------ | ------- | -------- | ------------- | -------- |
| Montreux HC |       |        |         |          |               |          |
| Itália      | 4-2   |        |         |          |               |          |
| Espanha     | 12-2  | 4-1    |         |          |               |          |
| Portugal    | 6-0   | 4-1    | 1-2     |          |               |          |
| Holanda     | 4-4   | 1-4    | 1-12    | 0-4      |               |          |
| Alemanha    | 5-3   | 6-2    | 2-3     | 3-6      | 4-1           |          |

## Classificação final
| Lugar | Seleção     |
| ----- | ----------- |
|       | Espanha     |
|       | Portugal    |
|       | Alemanha    |
| 4     | Itália      |
| 5     | Montreux HC |
| 6     | Holanda     |

| Torneio Montreux 1976 |
| --------------------- |
| Espanha               |
| ESPANHA 9.º           |